# Ammopiptanthus
Ammopiptanthus,  biljni rod iz porodice mahunarki kojemu pripadaju dvije vrste trajnica (grmovi) iz Kine, Mongolije i Kirgistana
Rod je smješten u  tribus Sophoreae, dio potporodice Faboideae.

## Vrste
1. Ammopiptanthus mongolicus (Maxim. ex Kom.) S.H.Cheng
2. Ammopiptanthus nanus (Popov) S.H.Cheng